# 時の流れを誰が知る
「時の流れを誰が知る」 ( "Who Knows Where the Time Goes?" ) は、英国のフォークロックシンガー/ソングライター、サンディ・デニーによる楽曲。デニーはもともと1967年にこの歌をデモ用に録音し、そのトラックではギターを演奏しつつ歌っていた。同年後半、フォークバンドストローブスに一時的に参加したが、アルバム All Our Own Work がなかなかリリースされなかった（リリースは1973年）ために、再び彼女の声とギターだけで歌を再録音した。
アメリカのフォークシンガー、ジュディ・コリンズは1968年に最初のデモテープを聞いてこの曲をカバーすることにした。彼女は最初に「青春の光と影」のB面としてレコードをリリースし、その後1968年にリリースされたアルバム Who Knows Where the Time Goes のタイトルトラックとしてもリリースした。コリンズのレコードはこの曲の最初の広く入手可能なレコードだった。 
1968年、デニーはフォークロックバンドのフェアポート・コンヴェンションに参加した。彼女はバンドの1969年のアルバム『アンハーフブリッキング』（デニーにとってはフォアポートでの2枚目のアルバム）でこの曲を録音した。このバージョンではロックからの影響が強くなっている。 
「時の流れを誰が知る」はデニーとフェアポートの両方にとっての代表曲となり、多くのアーティストに取り上げられた。 
2007年、『アンハーフブリッキング』バージョンはBBC Radio 2のリスナーによる「オールタイム・フェイヴァリット・フォークトラック」に選出された。

## 曲の構造
この歌は、観察された出来事に関する3節からなるスローペースな繰り返しとなっている（「夕方の空を横切ってすべての鳥が去っていく」 ）。これらの観察結果を述べることにより、デニーは自分にとっていくつかの物事は時間にとらわれないこと表すとともに（「冬の火の前に、私はまだ夢を見ている。私は時間について考えていない」）と短いコーラスの最後の行では修辞的に『時間はどこに行くか誰が知っています？』と問いている。 
この曲のキーはホ長調あり、比較的複雑なジャズのようなコード進行を採用している。

## カバーバージョン
ミア・ドイ・トッド、10,000マニアックス、メアリー・ブラック、エヴァ・キャシディ、ジュディ・コリンズ、ナナ・ムスクーリ、ロニー・ドーンガン、ナンシー・グリフィス、スザンナ・ホフスとマシュー・スウィート、ディアナ・カーク、チャーリー・ルービン、キャット・パワー、エディ・リーダー、ジュリアン・リーガン（フェアポート・コンヴェンションと共演）、ケイト・ラズビー、ニーナ・シモン（1970年のライブアルバム『ブラックゴールド』）、バーバラ・ディクソン、ケイト・ウルフ、リュミエールワット/シネイド・オコナー、ヘザー・マス（ラジオ番組「プレーリー・ホーム・コンパニオン」にて） 、 デズ・モナ、五輪真弓、およびシセルによるカバーバージョンがある。

## サウンドトラックでの採用
フェアポート・コンヴェンションのバージョンは、Netflixシリーズの『グレースとフランキー』の2017年最終エピソードのエンディングと、2009年の映画 Do n't Worry About Me のエンディングで使用された。ジュディ・コリンズのバージョンは1968年の映画 The Subject Was Roses と1999年の映画『オーバー・ザ・ムーン』で聞くことがでる。ニーナ・シモンバージョンは、2002年の映画 The Dancer Upstairs で使用されている。Jez Butterworth による『エルサレム』の2011年のブロードウェイ上演では、最後の幕の終わりに向かって曲全体が再生される。若い女の子がターンテーブルにLPレコードを置き、歌はマーク・ライランスのキャラクターであるジョニー・バイロンが彼女と一緒に踊り、それから女の子の継父と彼の兄弟に酷く殴られるシーンで演奏される。使用されるバージョンは、1973年9月11日に記録された70年代のBBCラジオ・サウンドのライブレコーディングである。この曲は1968年に時代設定されたBBCの『警視ジョージ・ジェントリー』のエピソード「迷子」で演奏された。2018年、ニーナ・シモンのカバーバージョンは、スカイテレビ番組 Save Me のエピソード3の終わりに使用された。 
フェアポートコンベンションのバージョンは、2012年のアイルランド映画「沈黙」に2回登場する。 
https://m.imdb.com/title/tt2275949/?ref_=m_nmfmd_act_2

## 参照資料
1. ↑  
“BBC - Press Office - Radio 2 Folk Awards 2007 winners”.  BBC (2007年2月6日). 2008年8月7日閲覧。
2. ↑  "purple" is used in Denny's original home demo, later versions used "evening"
3. ↑  “Sandy Denny”.  New Musical Express. 2010年4月23日閲覧。
4. 1 2  “Who Knows Where The Time Goes Chords by Fairport Convention @ Ultimate-Guitar.Com”.   www.ultimate-guitar.com. 2015年2月21日閲覧。
5. ↑  “Sandy Denny: Who Knows Where the Time Goes?”.   Reinhard Zierke. 2017年6月2日閲覧。
6. ↑  “A Prairie Home Companion for December 31, 2011”. American Public Media (2012年). 2012年1月27日閲覧。
7. ↑  “Dez Mona - Persued Sinners (2010)”. 2016年12月26日閲覧。